# John Henniker (1er baron Henniker)
John Henniker, 1er baron Henniker (15 juin 1724 - 18 avril 1803), titré 2e baronnet, de 1782 à 1800, est un marchand britannique et député.

## Biographie
Il est le fils de John Henniker, de Londres, un marchand originaire de Rochester. Il est un commerçant spécialisé dans le cuir et les fourrures. Il est également impliqué dans la politique et est nommé shérif d'Essex pour 1758 avant d'être élu à la Chambre des communes pour Sudbury en 1761. Il occupe ce siège jusqu'en 1768, puis représente Dover de 1774 à 1784. Il est élu membre de la Royal Society en 1779.
Il épouse Anne Major, fille de John Major (1er baronnet). En 1782, il succède à son beau-père comme deuxième baronnet de Worlingsworth Hall, selon un reste spécial. En 1800, il est élevé à la pairie d'Irlande en tant que baron Henniker, de Stratford-upon-Slaney, dans le comté de Wicklow.
Lord Henniker décède en avril 1803, à l'âge de 78 ans, et est enterré dans la cathédrale de Rochester. Son fils aîné, John Henniker-Major (2e baron Henniker), lui succède. Son plus jeune fils, Brydges Trecothic Henniker, devient Lieutenant général de l'armée et est créé baronnet en 1813.
La ville de Henniker, New Hampshire, est nommée en l'honneur de Lord Henniker.